# Cat Island (Mississippi)
Ne doit pas être confondu avec les autres îles appelées Cat Island ou l'île du Chat dans les Kerguelen.
Cat Island (anciennement Île aux Chats), est une île côtière de l'État du Mississippi aux États-Unis.
L'île aux Chats (en anglais : Cat Island) est située au large de la ville de Biloxi, siège du comté de Harrison, situé dans l'État du Mississippi. L'île est une île barrière situé dans le golfe du Mexique et le détroit du Mississippi.

## Géographie
L'île aux Chats mesure une dizaine de kilomètres de long. Autrefois, l'île était plus longue d'un bon kilomètre. Les courants marins ont façonné cette île lui donnant constamment des contours différents. Les ouragans successifs ont érodé les rivages de l'île. Malgré son nom, l'île est un lieu où vivent des alligators et de nombreux oiseaux migrateurs.

## Histoire

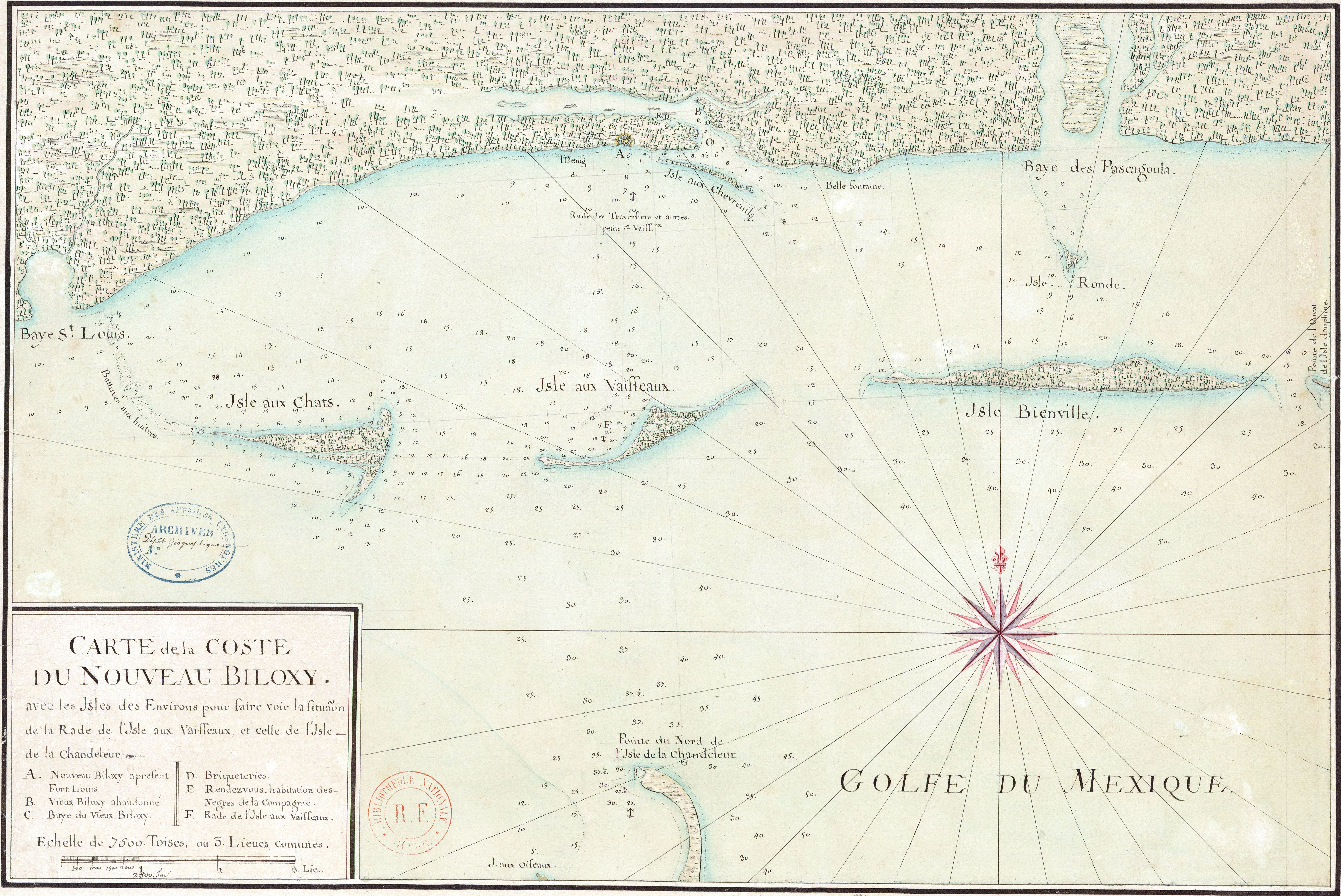
Carte de l'île aux Chats et des autres îles côtières à l'époque de la Louisiane française.

En 1699, les explorateurs Jean-Baptiste Le Moyne de Bienville et Pierre Le Moyne d'Iberville, explorent la région méridionale de la Louisiane française située entre le Fort Louis de la Mobile, Biloxi et La Nouvelle-Orléans. L'île fut nommée ainsi, du temps de la Nouvelle-France, par les colons français vivant à Biloxi et à Mobile, capitales successives de la Louisiane française (avant La Nouvelle-Orléans), en raison de la présence de chats pêcheurs sauvages.
Depuis 1971, l'île fait partie de l'archipel des Gulf Islands National Seashore.
Le territoire de Cat Island est géré par l'agence fédérale du National Park Service (NPS).
En août 2005, l'ouragan Katrina ravagea l'île et réduisit l'île en éliminant la pointe sud.

## Notes et références

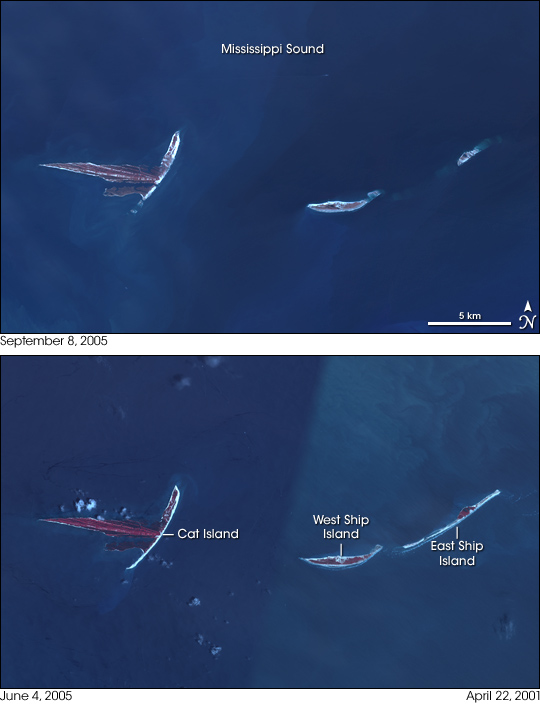
Différents contours de l'île en 2005 avant et après L'ouragan Katrina